# NGC 5473
NGC 5473 este o galaxie lenticulară situată în constelația Ursa Mare. A fost descoperită în 14 aprilie 1789 de către William Herschel. Se află la o distanță de 33,2 de megaparseci de Pământ.